# LD-2000
LD-2000 (LuDun-2000) est un système chinois moderne de défense aérienne à courte portée utilisé pour protéger les formations de véhicules et les installations stratégiques.

## Historique du développement
La RPC a présenté pour la première fois au public le système LD-2000 en 2004. Ce véhicule dispose d'un canon antiaérien à 7 canons rotatifs de calibre de 30 mm. Le LD-200 est en fait destiné un dérive du CIWS (Système d'armes rapproché) Type 730 qui est utilisé sur les navires de guerre mais qui a été adapté pour disposer d'une version terrestre. Malgré une commercialisation intensive, aucun LD-2000 n'a été exporté. Les systèmes d'armes rapprochés ont été développés pour être l'ultime arme de défense aérienne en cas d'échecs des systèmes aériens longue et moyenne portée, le LD-2000 doit être capable d'abattre presque tous types de cibles aussi bien des avions, des missiles, des drones et même des obus de mortier dans certains cas. Pour pouvoir être plus polyvalent les chinois ont conçu une évolution du LD-200 avec l'installation de 6 conteneurs à missiles sur les côtés de la tourelle pouvant accueillir les missiles antiaériens TY-90 d'une portée de 6 km.

## Technologie
Le canon rotatif de 30 mm téléopéré à sept canons Type 730 CIWS est installé sur la partie arrière d'un camion 8×8, et un radar de conduite de tir est également situé sur le véhicule de base. Il s'agit soit d'un WS2400, soit d'une variante du HY473. 
Pour tirer, quatre supports hydrauliques doivent être abaissés au sol pour des raisons de stabilité. Le canon est alimenté par un générateur externe et dispose d'une cadence de 4 200 à 5 800 coups/min avec deux chargeurs de 500 cartouches chacun. La portée maximale est de 3 000 m. Le système peut intercepter des cibles à une vitesse maximale de Mach 2. Montés sur le toit de la tourelle se trouvent un radar de conduite de tir de type 347G et un dispositif d'acquisition de cible Infrarouge /optique, qui comprend également un télémètre laser. Le canon est opéré par un mitrailleur dans la cabine derrière la cabine du conducteur.
Le temps de réaction du système LD-2000 serait de 9,8 s.

## liens web
- Armyrecognition.com : LD2000 LuDun-2000 Système d'arme rapprochée anti-aérienne au sol (anglais)